# 建国勲章
建国勲章（けんこくくんしょう、建國勳章、朝: 건국훈장）は、大韓民国の勲章。1949年4月27日に同国最初の勲章として、建国功労勲章令（大統領令第82号）により建国功労勲章（けんこくこうろうくんしょう、建國功勞勳章、朝: 근무공로훈장）の名称で創設され、1963年12月14日以降は賞勲法により規定されている。1967年1月16日の賞勲法改正により現行名に改定された。

## 授与対象
建国勲章は賞勲法第11条により、「大韓民国の建国に功労が明確で、または国基を強固にすることに寄与した功績が明確な者」へ授与されることが規定され、その受章者と家族・遺族は「独立有功者礼遇に関する法律」第4条により独立有功者礼遇を受けられる。独立運動で顕著な功績があった人物が受章しているが、外国人も受章することがあり、日本人では戦前に朝鮮人が関係した事件を担当した弁護士の布施辰治が没後の2004年に建国勲章愛族章を追贈され、日本人初の建国勲章受章者となっている。
他方で社会主義系とされる人物への叙勲は遅れ、2004年には叙勲の可否について国会で論戦となった。また、国家報勲処内部で等級についても議論があったことが知られている。親日派とされた場合、叙勲の取り消しが行われる事例が存在している。

## 等級
建国勲章は5等級からなり、各等級の名称は賞勲法施行令第11条により定められている。1949年の制定当初は1等から3等までの3等級で、1958年2月27日に等級名がそれぞれ重章(중장)・複章(복장)・単章(단장)に改まり、1967年2月28日の賞勲法施行令制定にともないそれぞれ大韓民国章(대한민국장)・大統領章(대통령장)・国民章(국민장)に改名された。1990年1月13日の賞勲法改正により国民章が独立章に改まり、その下位に愛国章と愛族章が新設されて現在の5等級に整えられると同時に、賞勲法制定前の建国褒章と大統領表彰は、愛国章、愛族章、建国褒章への変更が可能とされた。
建国勲章の下位には、賞勲法第20条で規定される建国褒章（けんこくほうしょう、建國褒章、건국포장）が存在する。また、独立運動に係わる大統領表彰がその下位に位置づけられる。
| 等級 | 勲章名                                   | 略綬 |
| ---- | ---------------------------------------- | ---- |
| 1等  | 建国勲章大韓民国章 (건국훈장 대한민국장) |      |
| 2等  | 建国勲章大統領章 (건국훈장 대통령장)     |      |
| 3等  | 建国勲章独立章 (건국훈장 독립장)         |      |
| 4等  | 建国勲章愛国章 (건국훈장 애국장)         |      |
| 5等  | 建国勲章愛族章 (건국훈장 애족장)         |      |

## 意匠
建国勲章の各等級の意匠は賞勲法施行令第13条により定められている。章と綬からなる正章、襟章と略綬のセットが基本で、さらに上位3等級の大韓民国章と大統領章および独立章には副章が添う。
章飾の意匠は、表面中央にあしらわれた太極の周囲にアメシストを配し、そこから八稜の金色光線と青色光線が伸びた形状で、正章の章には無窮花の葉冠の鈕が付く。綬は赤地の中央と両端に黄線が入り、愛族章から大統領章までは両端の細線が1本ずつ増え、大韓民国章は中央と両端は各太線1本となり、その本数と太さで等級が区別される。
正章はそれぞれ、大韓民国章と大統領章は右肩から下げて佩用する大綬章、独立章は喉元に帯びて佩用する中綬章、愛国・愛族各章は左胸に佩用するロゼット付き小綬章である。上位3等級の副章はいずれも左胸に佩用する星章である。また、建国褒章は愛国・愛族各章と同じロゼット付き小綬章だが、金属部品は銀色となり、綬は赤地の中央に白線1本が入る。
なお、従来の大韓民国章と大統領章の女性用章飾は男性用より小さい寸法が規定されていたが、2015年12月31日の賞勲法施行令改正により男性用の寸法に統合された。